# Ceglédi vasúti baleset
A 2017-es ceglédi vonatbalesetben egy InterCity és egy személyvonat ütközött össze 2017. január 2-án, hétfőn este, Ceglédbercel-Cserő vasútállomás és Cegléd vasútállomás között. A balesetben öt ember sérült meg, közülük egy fő súlyos, négy pedig könnyebb sérülést szenvedett.
A baleset előzménye az volt, hogy egy Budapestről Ceglédre tartó személyvonat mozdonya a Budai út megállóhelyen műszaki hiba miatt leállt, s a forgalom lebonyolításáért felelős személyzet úgy döntött, hogy a szerelvényt a személyvonat mögött érkező, Záhonyba tartó InterCity tolja be a hat és fél kilométerre található ceglédi állomásra. Ezt követően az InterCity a személyvonat mögé állt, ám a két szerelvényt nem kapcsolták össze. A vonatbefolyásoló berendezést a mozdonyvezetők mindkét szerelvényen abba az üzemmódba kapcsolták, amely legfeljebb óránkénti 40 kilométeres sebességet engedélyez, majd az InterCity tolni kezdte az elromlott szerelvényt Cegléd felé.
Mintegy 700 méter megtétele után az InterCity mozdonyvezetője abbahagyta a szerelvény tolását, és mintegy 10 méterre lemaradt a személyvonat mögött, amely az enyhén lejtős pályán gyorsulni kezdett. Ez utóbbi szerelvény vezetője igyekezett a sebességhatár alatt tartani a vonatot, ám a vonatbefolyásoló berendezés a 40 kilométer/órás sebesség elérését érzékelve azonnal vészfékezést kezdeményezett. Az InterCity mozdonyvezetője későn észlelte az előtte lassuló vonatot, gyorsfékezést kezdett, de még a fékhatás kialakulása előtt kb. 35 kilométer/órás sebességgel nekiütközött a fékezés miatt már csak körülbelül 17 kilométer/órás sebességgel haladó személyvonatnak.

## A vizsgálat
Az ügyben a Közlekedésbiztonsági Szervezet (KBSZ) és a rendőrség is vizsgálatot indított, az előbbi vizsgálóbizottsága a helyszíni szemlével párhuzamosan további adatgyűjtéseket is megkezdett. Ennek során beszerezték és kiértékelték a vonatok személyzete és a forgalomirányító személyzet közötti beszélgetést rögzítő hangfelvételeket, illetve a ceglédi vasútállomás biztosítóberendezései által rögzített adatokat. A KBSZ vizsgálata az esemény bekövetkezését sorozatos emberi és szervezeti tényezőkre vezette vissza.